# Bruno Nestor Azerot
Bruno Nestor Azerot, né le 22 juillet 1961 à La Trinité (Martinique), est un homme politique français. Il est maire de Sainte-Marie de 2008 à 2017 et depuis 2017 et député de la Martinique de 2012 à 2018. Il est aussi président de la communauté d'agglomération du Pays Nord Martinique depuis 2020.

## Biographie
Bruno Nestor Azerot a été agent commercial et chef d'entreprise durant plusieurs années avant de se consacrer entièrement à la politique. Il est originaire du quartier du Morne-des-Esses, un hameau du Nord de la Martinique situé sur la commune de Sainte-Marie.
À l'échelon du département, il est un élu divers gauche, aux influences radicale, sociale-démocrate et personnaliste. Il est fondateur et président du Mouvement initiative populaire (MIP), un petit parti sous l'étiquette duquel il remporte les municipales de 2008 et qui dispose comme élus d'un député, d'un maire et de deux conseillers généraux.
Lors des législatives de 2012 dans la 2e circonscription de la Martinique, Bruno Nestor Azerot arrive en tête au premier tour avec 5 742 voix, devant son principal adversaire Luc-Louison Clémenté, maire de Schœlcher. Il est élu au second tour député en obtenant 16 812 voix.
Après son élection à l'Assemblée nationale, il nomme à ses côtés Pascal Margueritte, ancien journaliste et conseiller du président du conseil général et sénateur Claude Lise, un proche de Michel Rocard, comme attaché parlementaire, chef de cabinet et conseiller dès le 18 juin 2012. Pour affirmer sa liberté d'action, et permettre la constitution de ce groupe, Bruno Nestor Azerot rejoint le 25 juin 2012 le groupe parlementaire de la Gauche démocrate et républicaine (GDR) et devient vice-président de la commission des Affaires économiques de l'Assemblée nationale.
Pour se mettre en conformité avec la loi limitant le cumul des mandats, Bruno Nestor Azerot démissionne du conseil général de la Martinique, où il est remplacé par sa suppléante, Paulette Bérimey.
En mars 2014, après le premier tour des municipales, où sa liste a obtenu 73,8 % des suffrages, le conseil municipal renouvelle son mandat de maire.
À la suite des législatives de 2017 où il est réélu député, il démissionne de son siège de maire de Sainte-Marie et cède sa place à René Vatenar,,. Bruno Nestor Azerot continue de siéger au conseil municipal comme simple conseiller.
Cependant au bout de quelques mois des élus de la majorité municipale démissionnent en bloc,, provoquant la démission du nouveau maire,, la mise en place d'une délégation spéciale et la convocation de nouvelles élections municipales à Sainte-Marie. Bruno Nestor Azerot décide alors de briguer un nouveau mandat,, et remporte le scrutin,.
Le 2 décembre 2017, il est réélu maire de Sainte-Marie,, mais il ne peut occuper son siège à cause du recours d'un collectif de citoyens devant le tribunal administratif pour faire annuler les élections.
Le 8 décembre 2017, il est élu 1er vice-président de la communauté d'agglomération du Pays Nord Martinique.
Il démissionne de son mandat de député le 23 avril 2018 pour se conformer à la loi sur le cumul des mandats. Sur 400 scrutins publics qui se sont déroulés à l'Assemblée, il est le député qui a le moins souvent voté en accord avec le groupe LREM.
Le 15 juillet 2020, Bruno Nestor Azerot est élu président de la communauté d'agglomération du Pays Nord Martinique (« CAP Nord Martinique ») avec 28 voix contre 24 à son adversaire Alfred Monthieux, maire du Robert.
Une tribune publiée dans Le Journal du dimanche en novembre 2021, et dans laquelle Bruno Nestor Azerot est l’un des signataires, appelle à un second mandat d'Emmanuel Macron.

## Prises de position
Ses prises de positions inspirées du christianisme social l'amènent à être reçu en audience privée le 1er mars 2016 par le pape François à Rome, à la villa Sainte-Marthe, pour un échange de près de deux heures[réf. nécessaire].
Il intervient également particulièrement à l'Assemblée nationale sur les questions agricoles et sociales ainsi que sur la régulation de la vie chère en Outre-mer. 

### Position concernant le mariage homosexuel, la PMA et la GMA
Dans le cadre du débat sur le mariage homosexuel, Bruno Nestor Azerot a fait un discours remarqué à la tribune de l'Assemblée le 30 janvier 2013, pour s'opposer au projet de loi ouvrant le mariage et l'adoption aux couples de personnes de même sexe. S'il considère légitime la reconnaissance de droits pour les personnes homosexuelles, il s'inquiète en revanche des conséquences du projet sur une extension généralisée de la PMA et de la GPA qui pourraient en découler. L'idée d'un commerce organisé des corps lui est particulièrement odieux. S'appuyant sur le passé d'esclavage de la Martinique, il souligne également « le risque que constitue l'indifférenciation » que, selon lui, implique le texte,.
En 2013, il vote contre le mariage entre personnes de même sexe en France, comme ses deux collègues martiniquais (Jean-Philippe Nilor et Alfred Marie-Jeanne),.

### Cumul des mandats
Il se distingue en 2013 en affirmant la nécessité démocratique de lier un mandat national et un mandat local dans le débat sur le non-cumul des mandats. Il regrette notamment le trop grand nombre d'"apparatchiks" au sein du Parlement et souhaite que les aspirations du peuple soient mieux prises en compte et écoutées. Il participe à la création du groupe "Esprit civique" rassemblant des chrétiens de gauche cherchant à relancer les idéaux du personnalisme d'Emmanuel Mounier et affirme en toute occasion les valeurs d'une gauche populaire authentique en s'inspirant particulièrement des créateurs du radicalisme et du socialisme utopique créole, dont beaucoup tels Joseph Lagrosillière, Camille Petit ou Emmanuel Véry-Hermence étaient originaires de Sainte-Marie en Martinique.

### Dérogation pour l’utilisation du pesticide Asulox (canne à sucre)
En mai 2014, il a aussi demandé avec succès, une dérogation pour l'utilisation par les producteurs de canne, de l'Asulame - Asulox, un herbicide pourtant retiré de la liste des molécules autorisées par l'Union européenne,, tout comme le chlordécone,.

## Détail des mandats et fonctions
- 11 juillet 2017 - 2 décembre 2017 : conseiller municipal de Sainte-Marie
- 16 mars 2008 - 11 juillet 2017 : maire de Sainte-Marie
- 2 décembre 2017 - en cours : maire de Sainte-Marie
- 15 juillet 2020 - en cours : président de la communauté d'agglomération du Pays Nord Martinique
- 8 décembre 2017 - 2020 : 1er vice-président de la communauté d'agglomération du Pays Nord Martinique
- 2004 - 2012 : conseiller général de la Martinique, élu dans le canton de Sainte-Marie-2-Sud
- 20 juin 2012 - 23 avril 2018 : député de la 2e circonscription de la Martinique